# Søren Peter Christensen
Søren Peter Christensen, född 30 oktober 1884, död 12 oktober 1927, var en dansk gymnast.
Christensen tävlade för Danmark vid olympiska sommarspelen 1912 i Stockholm, där han var med och tog silver i lagtävlingen i svenskt system. 